# Perplexity.ai
Perplexity AI er en AI-chatbot-drevet forsknings- og samtalesøgemaskine, der besvarer forespørgsler ved hjælp af forudsigelig tekst med naturligt sprog. Perplexity AI kan fx også forstå danske spørgsmål og svare på dansk.
Perplexity AI blev lanceret i 2022, og er udviklet af et team af ingenører, herunder tidligere medarbejdere fra OpenAI og Meta. Perplexity genererer svar ved hjælp af kilder fra internettet og citerer links i tekstsvaret. Perplexity arbejder på en freemium-model; det gratis produkt bruger virksomhedens selvstændige store sprogmodel (LLM), der inkorporerer NLP-funktioner (natural language processing), mens den betalte version Perplexity Pro har adgang til GPT-4, Claude 3.5, Mistral Large, Llama 3 og en Experimental Perplexity Model. I 1. kvartal 2024 havde Perplexity nået 15 millioner månedlige brugere.